# Ahmed Aboul Gheit
Ne doit pas être confondu avec Ghaith.
Ahmed Aboul Gheit (en arabe : أحمد أبو الغيط), né le 12 juin 1942 à Héliopolis, est un diplomate et homme politique égyptien. 
Il exerce la fonction de ministre des Affaires étrangères de l'Égypte de juillet 2004 jusqu'à la révolution égyptienne et de secrétaire général de la Ligue des États arabes depuis le 10 mars 2016.

## Biographie
Ayant rejoint le corps diplomatique en 1965 après des études de commerce à l'université Ain Shams, il gravit les échelons au sein du ministère égyptien des Affaires étrangères, occupant divers postes à Rome, Nicosie, Moscou et New York. Il participe notamment aux négociations de Camp David de 1978, qui aboutiront à la signature du traité de paix israélo-égyptien. En 1999, il est nommé représentant permanent de l’Égypte auprès de l'Organisation des Nations unies, avant d’être rappelé au Caire en 2004 pour prendre la tête de la diplomatie.
Après la chute de Hosni Moubarak, il se consacre à la rédaction de ses mémoires.
En mars 2016, il est élu au poste de secrétaire général de la Ligue arabe, succédant à Nabil el-Arabi. Il prend officiellement ses fonctions le 1er juillet suivant.

## Décorations
- Grand-cordon de l'ordre de la République (Égypte)  ;
- Grand-croix de l'ordre national du Mérite (Égypte)  ;
- Grand-officier de l'ordre national du Mérite (France) ;
- Commandeur de l'ordre du Mérite de la République italienne (Italie) ;
- Première classe de l'ordre du Drapeau serbe (en) (Serbie) ;
- Médaille de l'ordre de l'Amitié (Russie).

## Publications
- (en) Egypt's Foreign Policy in Times of Crisis: My Testimony, Le Caire, The American University in Cairo Press, 2019.
- (en) Witness to War and Peace: Egypt, the October War, and Beyond, Le Caire, The American University in Cairo Press, 2018.